# Mike Resnick
Mike Diamond Resnick (Chicago, Illinois, 1942. március 5. – Cincinnati, Ohio, 2020. január 9.) amerikai sci-fi-szerző.

## Munkássága
1964-től egészen 1976-ig álnevek alatt közel kétszáz rövid történetet, majdnem háromszáz novellát, és körülbelül 2000 újságcikket jelentetett meg.
1965-ben jelent meg első regénye. Ez egy Edgar Rice Burroughs paródia volt. A kezdeti időkben rengeteget írt álnéven alacsony színvonalú műveket (a szerző saját értékítélete alapján). De később sok díjazott és díjnyertes műve látott napvilágot.

## Művei (válogatás)
- The Soul Eater (1981)
- Sideshow (1982)
- The Dark Lady (1987)
- Ivory (Agyarak,[15] 1988)
- Paradise (1989)
- Kirinyaga: A Fable of Utopia (1998)

## Magyarul
- Agyarak. A múlt és a jövő legendája; ford. Füssi-Nagy Géza; Móra, Bp., 1991

## Díjai
34 alkalommal kapott jelölést a Hugo-díjra, és ötször sikerült is elhódítania az elismerést.
- 1989 – Kirinyaga (novella)
- 1990 – The Manamouki (novella)
- 1995 – Seven Views of Olduvai Gorge (kisregény) A könyv elnyerte a Nebula-díjat is.
- 1998 – The 43 Antarean Dynasties (novella)
- 2005 – Travels with My Cats (novella)